# Maissaari (ö i Södra Savolax)
Maissaari är en ö i Finland. Den ligger i sjön Evottu och i kommunen Jockas i den ekonomiska regionen  Pieksämäki ekonomiska region  och landskapet Södra Savolax, i den södra delen av landet, 230 km nordost om huvudstaden Helsingfors. Öns area är 0,7 hektar och dess största längd är 130 meter i sydväst-nordöstlig riktning.